# Heinrich Graf von Lehndorff-Steinort
Heinrich Ahasverus Graf von Lehndorff-Steinort (Hannover, 22 giugno 1909 – Berlino, 4 settembre 1944) è stato un militare tedesco che prese parte all'attentato a Hitler del 20 luglio 1944.

## Biografia
Lehndorff nacque ad Hannover, in Germania, e studiò economia e gestione aziendale a Francoforte sul Meno. Nel 1936, assunse la gestione della tenuta di famiglia di Sztynort, nella Prussia orientale. Dopo lo scoppio della seconda guerra mondiale, venne chiamato nell'esercito tedesco e trasferito in Polonia; in seguito venne inserito, come tenente di riserva, nel personale del generale Fedor von Bock, che divenne poi comandante supremo del Gruppo d'Armate Centro
Durante l'attacco tedesco all'Unione Sovietica, Lehndorff divenne testimone oculare di un massacro effettuato dalle Einsatzgruppen contro la popolazione ebraica in un villaggio vicino Barysaŭ. Anche per questo motivo, entrò a far parte dello staff di Henning von Tresckow, che era in prima fila nella resistenza militare contro Adolf Hitler. Come primo tenente nella riserva, Lehndorff lavorò come ufficiale di collegamento per il I distretto di Difesa a Königsberg.
Dopo il fallito attentato a Hitler del 20 luglio 1944, Lehndorff venne arrestato e condannato a morte il 3 settembre dal Volksgerichtshof. Venne impiccato il giorno dopo nella prigione di Plötzensee. Sua moglie, Gottliebe Gräfin von Kalnein (1913-1993) e loro quattro figlie (Marie Eleanore, Vera, Gabriele e Caterina) trascorsero il resto della guerra in un campo di concentramento. La figlia Vera è diventata poi una nota mannequin, tra le prime e più celebri top model mondiali, e attrice, con il nome d'arte di Veruschka.